# Dendropicos
Dendropicos is een geslacht van vogels uit de familie spechten (Picidae). De soorten uit dit geslacht komen alleen in Afrika voor.

## Soorten
Het geslacht kent de volgende 12 soorten:
- Dendropicos abyssinicus – Abessijnse specht
- Dendropicos elachus – Kleine grijze specht
- Dendropicos elliotii – Elliots specht
- Dendropicos fuscescens – Kardinaalspecht
- Dendropicos gabonensis – Gabonspecht
- Dendropicos goertae – Grijsgroene specht
- Dendropicos griseocephalus – Olijfspecht
- Dendropicos lugubris – Melancholische specht
- Dendropicos obsoletus – Bruinrugspecht
- Dendropicos poecilolaemus – Vlekborstspecht
- Dendropicos spodocephalus – Ethiopische grijsgroene specht
- Dendropicos stierlingi – Stierlings specht